# Rad Racer
Rad Racer или японское название Highway Star (яп. ハイウェイスター) — компьютерная игра в жанре автосимулятор, разработанная и выпущенная в 1987 году компанией Square для приставки Nintendo Entertainment System. Североамериканский и европейский релизы осуществили Nintendo of America и Mattel соответственно. Главным программистом выступил Насир Джебелли, дизайн и руководство проектом взял на себя Хиронобу Сакагути, музыку для саундтрека написал композитор Нобуо Уэмацу — все они на тех же ролях позже стали создателями знаменитой ролевой серии Final Fantasy.
Суть игрового процесса состоит в том, чтобы за отведённые промежутки времени преодолевать несколько участков дороги, вовремя доезжая до расставленных по трассе контрольных точек. Попадание в дорожный знак или дерево приводит к аварии, столкновение с другим автомобилем несколько снижает скорость, но позволяет продолжить движение. Каждая авария затрачивает довольно много времени, из-за чего успеть к контрольной точке становится всё труднее и труднее. После окончания времени машина едет ещё некоторое время и, если следующий участок дороги расположен поблизости, способна до него докатиться. Перед стартом игрок волен сделать выбор из двух машин, Ferrari 328 и болида Формулы-1 команды «Лотус». Обе машины ведут себя совершенно одинаково, развивая максимальную скорость до 255 км/ч, хотя фанаты впоследствии развернули на этот счёт горячие дискуссии. Игра поделена на восемь уровней, каждый последующий сложнее предыдущего.
На момент создания игры рынок игр для NES уже имел несколько успешных автосимуляторов, функционеры Square, в свою очередь, решили создать своеобразный ответ наиболее популярным в то время гонкам Out Run от Sega. Rad Racer стала одной из немногих игр с поддержкой инновационного периферийного устройства Famicom 3D System, отображающего происходящее в трёхмерной графике (коробка с игрой содержала внутри стерео-очки, создающие иллюзию трёхмерности, причём в любой момент этот режим можно было выключить с помощью кнопки Select). Примечательно, что Rad Racer фигурирует в приключенческой комедийной драме 1989 года «Волшебник», где один из героев использует устройство Power Glove для прохождения первого уровня, после чего говорит о невероятной крутости девайса.

## Отзывы и продажи
| Иноязычные издания | Иноязычные издания                                                                 |
| Издание            | Оценка                                                                             |
| ------------------ | ---------------------------------------------------------------------------------- |
| AllGame            | 3,5 из 5 звёзд · 3,5 из 5 звёзд · 3,5 из 5 звёзд · 3,5 из 5 звёзд · 3,5 из 5 звёзд |

Так как Rad Racer находился в числе первых автосимуляторов для NES, критики отнеслись к нему одобрительно, а самому проекту сопутствовал ощутимый коммерческий успех. В частности, журнал Nintendo Power поставил его на восьмое место в своём списке тридцати лучших игр от Нинтендо. Среди отрицательных качеств называлось копирование идей вышедшей годом ранее Out Run, хотя сайт GameSpot в своей статье «История компании Square», даже несмотря на факт заимствования, отозвался об игре довольно положительно, назвав её больше чем просто клоном и похвалив реалистичное ощущение скорости.

## Сиквел
В 1990 году эксклюзивно для Северной Америки был выпущен сиквел под названием Rad Racer II, однако игроки сочли геймплей новой игры слишком простым, и, как результат, вторая часть не смогла добиться такой же известности, какую в своё время имела первая.